# Ialomița
Ialomița je župa (județ) v Rumunsku. Jeho hlavním městem je Slobozia a leží ve východní části Valašska, u hranice s Dobrudžou.

## Charakter župy
Ialomița hraničí na severu s župami Constanța, Brăila, Buzău a Prahova, na západě s župou Ilfov, tvořící okolí hlavního města Bukurešti, na jihu pak s župou Călărași. Její území má protáhlý, západo-východní tvar, zabírá oblast kolem dolního toku řeky Ialomița. Je nížinné, vhodné pro zemědělství, kolem řeky se vyskytují lužní lesy i bažiny. Východní hranice je jediná přirozená a tvoří ji veletok Dunaj.

## Města
- Slobozia (hlavní)
- Amara
- Căzănești
- Fierbinți-Târg
- Țăndărei